# Casa di N. Popidius Priscus

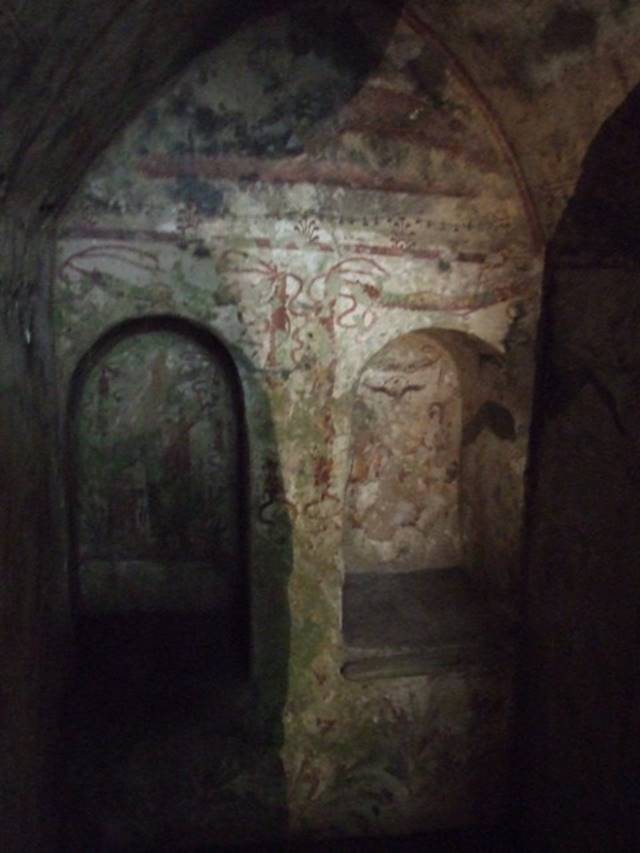
Lararium

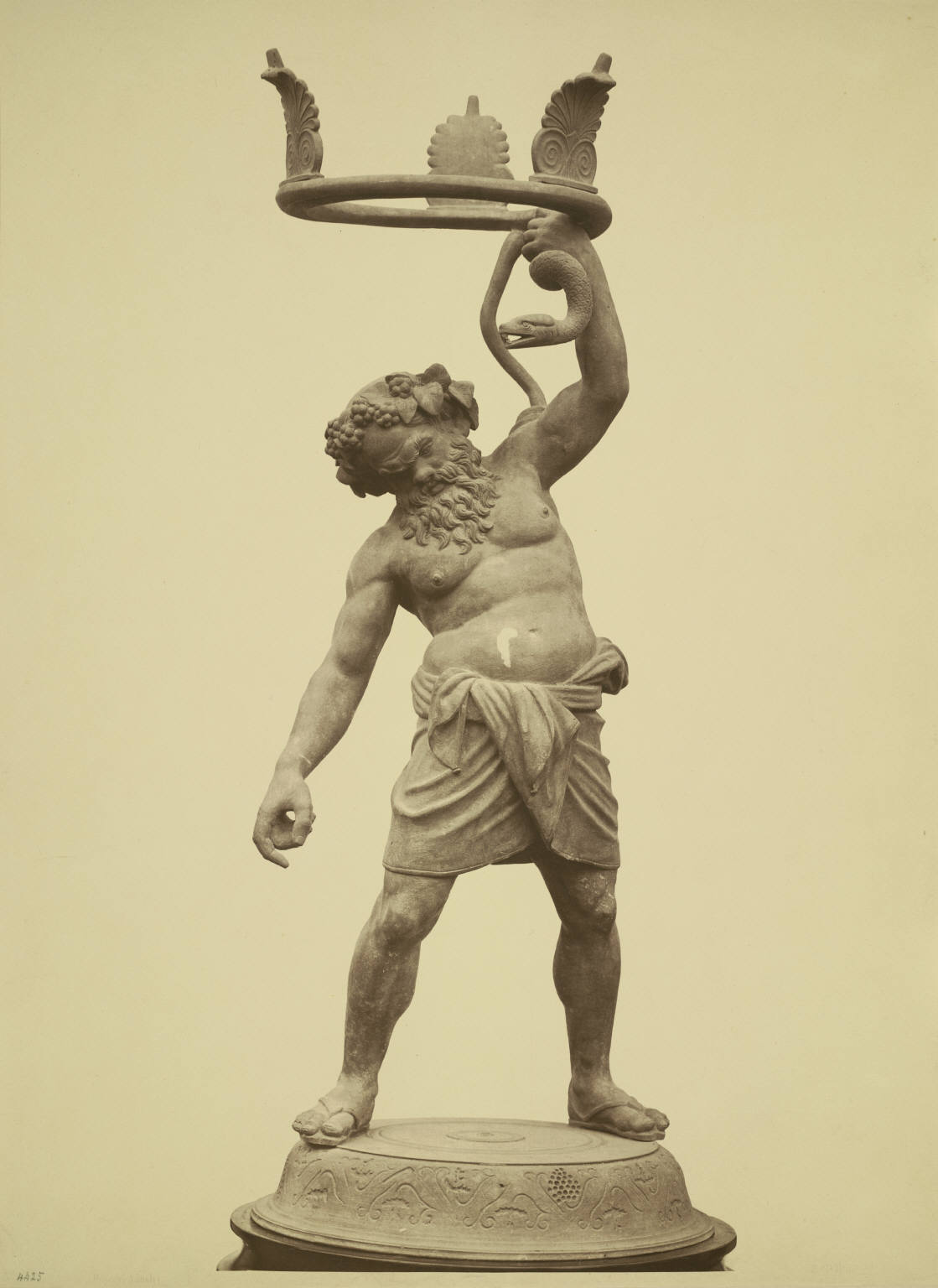
Silenos

Bei der Casa di Popidius Priscus (Haus des N. Popidius Priscus) handelt es sich um ein Wohnhaus in Pompeji (VII.2.20), das 1833, 1845 und von 1863 bis 1864 ausgegraben wurde. Das Haus erhielt seinen modernen Namen von einem Siegel mit der Aufschrift N(umeri) Popidi Prisci, was eventuell der Name des letzten Besitzers ist. Der Name befindet sich auch auf Inschriften auf der Fassade des Hauses. Ein zweites Siegel aus dem Haus trägt den Namen L(uci) N̂i(nni) Op(tati).

## Beschreibung
Wie eine Inschrift andeutet, die mit griechischen Buchstaben geschrieben, auf Latein in deutscher Übersetzung etwa lautet: Haus durchtunnelt, ist das Haus schon in der Antike kurz nach dem Vulkanausbruch von Schatzgräbern durchsucht worden. Das große, aus vorrömischer Zeit stammende Haus besitzt ein Atrium und ein großes Peristyl. Viele Räume des Hauses waren mit schwarz-weißen Mosaiken, die geometrische Muster zeigen, dekoriert. Diverse Räume des Hauses waren im 2. Stil, andere im 4. Stil dekoriert, doch ist von dieser Dekoration heute kaum noch etwas erhalten. Bemerkenswert ist ein unterirdisches Lararium. An der Rückseite eines Kellerraumes befinden sich zwei Bögen, die Nischen bilden. Der kleine Raum ist ausgemalt. In der linken Nische sieht man einen Genius, der opfert und von Pflanzen umgeben ist. In der rechten Nische stehen zwei Laren neben einem Altar. Darüber sieht man Girlanden und einen Adler. Auf der Westwand des Raumes sieht man einen Altar, der von zwei Schlangen flankiert wird. Das Tablinum des Hauses öffnet sich zum Peristyl. Der Raum trug einst Malereien im 2. Stil. Stark verblasst ist die gemalte Figur einer Herme.
Aus dem Haus stammt die Bronzestatue eines betrunkenen Silenos (Archäologische Nationalmuseum Neapel, Inv. Nr. 5001). Im Haus fanden sich zahlreiche Marmorplatten, die wahrscheinlich bei einer Renovierung zum Einsatz kommen sollten.